# FontShop
FontShop ist ein Versandhaus für digitalisierte Schriften. Im Jahr 1989 wurde FontShop von Joan und Erik Spiekermann in Berlin gegründet. 1990 folgten FontShops mit bekannten Typografen in der Leitung in Großbritannien (Neville Brody), USA (Roger Black) und Kanada (Ed Cleray). Ausgehend vom Stammhaus FSI FontShop International entstanden in der Folge FontShops in verschiedenen Staaten auf der Welt. 
Das Unternehmen bietet Schriften, Grafiksoftware und Zubehör für Grafikdesigner und Mitarbeiter in der Unternehmenskommunikation an. Die FontShop Schriftenbibliothek heißt „FontFont“ und umfasst unter anderem die Schriftarten FF Dax, FF DIN, FF Meta, FF Quadraat und FF Scala.
Der Unternehmensbereich Corporate Font betreut die technische Umsetzung von Corporate-Design-Vorgaben für Unternehmen, Medienanstalten und Behörden. Dazu gehören das Erstellen von Hausschriften, die Modifikation von Schriften, der Einbau von Unternehmenslogos in Zeichensätze und die Verbesserung der Bildschirmdarstellung von Schriften.
Von 1995 bis 2018 veranstaltete FontShop in Berlin die Typografie- und Design-Konferenz TYPO Berlin. Seit 2011 fanden „TYPO talks“-Konferenzen neben Berlin auch in London und San Francisco statt.
Am 14. Juli 2014 übernahm das US-Schriftenhaus Monotype Imaging die FontShop AG zum Preis von etwa 13 Millionen US-Dollar.